# Таалайбеков, Динмухаммед Таалайбекович
Динмухаммед Таалайбекович Таалайбеков (1 января 1995) — киргизский футболист, полузащитник.

## Биография
В 2013—2014 годах выступал в высшей лиге Кыргызстана за «Ала-Тоо». 26 мая 2013 года в игре против «Манаса» (9:0) забил 5 голов. По итогам сезона 2013 года вошёл в пятёрку лучших бомбардиров чемпионата с 8 голами. В 2015 году играл за «Дордой», с которым стал серебряным призёром чемпионата страны, а на следующий год выступал в первой лиге за «Дордой-2». Позднее играл на любительском уровне в Турции. В 2018 году числился в составе аутсайдера высшей лиги Кыргызстана «Академия» (Ош).
Выступал за сборные Кыргызстана младших возрастов, в том числе за сборную до 21 года. На Кубке Содружества в 2013—2014 году сыграл 6 матчей, не забив голов. Вызывался в расширенный состав национальной сборной.